# دائرة برج منايل
دائرة برج منايل إحدى دوائر ولاية بومرداس الجزائرية . عاصمتها هي بلدية برج منايل وتضم بلديات:
- برج منايل
- جنات
- لقاطة
- زموري

## الوديان
يتضمن إقليم هذه الدائرة العديد من الوديان منها:
- وادي يسر
- وادي الجمعة
- وادي منايل
- وادي شندر
- وادي الأربعاء

## المنشآت
تضم هذه الدائرة العديد من المنشآت، منها:
- سد سيدي داود

## الملاعب
يضم إقليم هذه الدائرة العديد من ملاعب كرة القدم، منها:
1. ملعب برج منايل [الفرنسية] (الإحداثيات: )
2. ملعب جنات (الإحداثيات: )
3. ملعب زموري (الإحداثيات: )
4. ملعب لقاطة (الإحداثيات: )

## شخصيات
- محمد حطاب
- محمد دريش
- مصطفى تومي

## مواضيع ذات صلة
- دوائر ولاية بومرداس
- بلديات ولاية بومرداس